# Михайло-Архангельская церковь (Кремёнки)
Михайло-Архангельская церковь — утраченный православный храм в селе Кремёнки Старомайнского района Ульяновской области. Построена в 1883 году. Снесена в 1955 году.

## История
Первая деревянная церковь в селе была построена тщанием прихожан в 1778 году.
В 1883 году была сооружена новая каменная однопрестольная церковь в честь Архангела Михаила. 
В 1930 году с церкви сняли колокола — 5 штук весом 2,71 тонны. 
Служба в церкви прекратилась в сентябре 1932 г. без решения общего собрания граждан из-за отсутствия служителя культа. До апреля 1934 г. храм принадлежал церковному совету и находился под его охраной. Налоги: земельная рента и страховка, выплачивались им регулярно. В апреле 1934 г. колхозники согласились отдать храм колхозу «Волна Революции» для яровизации злаков и последующего хранения зерна при условии составления описи имущества и утвари.
Перед началом заполнения ложа Куйбышевского водохранилища в 1954—1955 гг. Михайло-Архангельский храм сломали.

## Современность
Сейчас на месте Михайло-Архангельской церкви стоит деревянная часовня, сооружённая в 2009 г. на средства спонсоров.
Актом от 2017 года, Распоряжение Главы администрации Ульяновской области от 29.07.99 г. № 959-р «О придании статуса вновь выявленных памятников истории и культуры»: «Церковь Михаила Архангела приходская, зимняя» кон. XIX в.; - в соответствии с представленным Сводным списком объектов культурного наследия Старомайнского района Ульяновской области: «Церковь Михаила Архангела приходская, зимняя» кон. XIX в., объект культурного наследия утрачен.

## Святыни
- Напрестольное посеребрённое Евангелие большого размера (1779 г.), серебряный крест (1771 г.) и малый серебряный сосуд (1777 г.)[1].

## Духовенство
- Должность священника с мая 1840 г. исполнял Пётр Константинович Яхонтов.
- Диаконом с 1844 г. являлся Кузьма Герасимович Архангельский (до этого с 1841 до 1844 года служил в Покровском храме (Чердаклы)).
- Дьячком с 1810 г. был Николай Платонов.
- должность пономаря с 1847 г. исполнял Василий Прокофьевич Олтарёв (до этого с 1834 г. служил в Богоявленской церкви Старой Майны).
- С 1887 г. священником был Василий Иванов Модестов.
- Должность диакона и учителя церковно-приходской школы с 1906 г. исполнял Сергей Алексеев Лебедев.
- Псаломщиком с 1881 г. являлся Алексей Дмитриевич Весновский.
- С 1904 г. старостой при церкви состоял Иван Николаев Гутов[1][3].